# Lycaena caspius
Lycaena caspius is een vlinder uit de familie van de Lycaenidae. De wetenschappelijke naam van de soort is voor het eerst geldig gepubliceerd in 1869 door Lederer. De soort komt voor in het noorden van Iran.